# ティシント隕石
ティシント隕石（てぃしんといんせき、英: Tissint meteorite）は、2011年7月18日にモロッコのスース＝マサ地方に落下した火星隕石。落下が観察された5番目の火星隕石で、1962年以来のことであった。水による変質の痕跡や多種の有機化合物を含むことで知られる。

## 概要
2011年7月18日の現地時間午前2時ごろ、明るい火球が複数の人々に観察され、２回のソニックブームも報告された。同年10月にはティシント村の南南西、ウエド・ドラア付近で非常に新鮮なフュージョンクラストに覆われた隕石の破片が発見された。破片は0.2ｇから1.282ｇ、総重量は約12㎏から15㎏。隕石の破片は落下後数日以内に回収されており、また落下が目撃された5つの火星隕石のうち最も新しく、汚染を受けていない貴重な火星隕石である。
隕石の母天体は約70万年前から110万年前に火星表面から放出されたと推定され、約90万年間宇宙空間にあったとされる。落下の加熱で蒸発した成分の種類と質量から、600℃以下の温度で分解するような有機物も保存されていると考えられている。また、本隕石からはそれまで火星で見つかっていなかった有機マグネシウム化合物が豊富に含まれていることが報告されている。岩石の種類は保存状態が良いとされるエレファント・モレインA79001と似る。火星の深部マントル領域に由来するマグマ源の玄武岩と考えられており、タイプはカンラン石フィリックシャーゴッタイトに分類されている。